# Laportea ruderalis
Laportea ruderalis är en nässelväxtart som först beskrevs av Johann Georg Adam Forster och som fick sitt nu gällande namn av Chew.
Laportea ruderalis ingår i släktet Laportea och familjen nässelväxter. Inga underarter finns listade i Catalogue of Life.